# Júlio Ramos
Júlio Ramos (Porto, 1868 - Guilhabreu, Vila do Conde, 1945) foi um pintor, professor e escritor português.

## Biografia
Júlio Gonzaga Ramos nasceu a 21 de julho de 1868 na freguesia da Sé, na cidade do Porto.
Matriculou-se em 1882 na Academia de Belas-Artes do Porto tendo sido discípulo de João Correia, Marques de Oliveira, Soares dos Reis e Geraldo Sardinha.
Em 1886 recebeu uma menção honrosa num concurso de desenho e, passados dois anos, um prémio pecuniário de Arquitetura.
Terminados os seus estudos na Academia de Belas-Artes do Porto, vai para Paris como bolseiro do Estado Português (1891-1897). Nesta cidade tem a oportunidade de frequentar a École des Beaux-Arts, o atelier de Julien, ter como mestres Jean Paul Laurens, Benjamin Constant, Jules Breton e Loys Valteil.
Expôs duas vezes no Salon (1896 e 1897) e com Júlio Brandão ilustrou a segunda edição da obra "Só" (1898) de António Nobre.
Em 1897 regressa a Portugal para se dedicar à pintura, particularmente às paisagens do Rio Ave e Lima. É nesta data que expõem pela primeira vez na Academia Portuense de Belas Artes.
A partir desta altura, começa a participar em numerosas exposições quer em Portugal (Porto, Lisboa) quer no estrangeiro (Paris, Rio de Janeiro e Berlim), vindo a obter em algumas delas prémios:
- 2ª Medalha do Grémio Artístico de Lisboa, em 1898
- 3ª Medalha na Exposição Universal de Paris, de 1900
- Medalha de Ouro na Exposição Nacional do Rio de Janeiro, em 1908.

Para além da pintura, foi também professor tendo lecionado na Escola Industrial Faria Guimarães (atual Escola Artística de Soares dos Reis) entre 1923 e 1938, recebeu alunos de pintura no seu atelier portuense, na Rua do Campo Lindo e localizado nas proximidades da casa que habitou.
Foi ainda cenógrafo e tocador de violão na Sociedade Dramática d'Amadores da Cidade do Porto, escreveu em várias publicações periódicas como "O Primeiro de Janeiro", "Comércio do Porto Ilustrado", "Ilustrações Modernas" (1898), "Serões" (1907), "Arte" (1908) e "A Águia" (1910-1911).
A 29 de fevereiro de 1944, foi agraciado com o grau de Oficial da Ordem Militar de Sant'Iago da Espada.
Faleceu no lugar de Freixo, freguesia de Guilhabreu, em 1945 vítima de cólica hepática.

## Obra Plástica
Júlio Ramos é referido como um pintor do naturalismo, destacando-se em particular como paisagista. Como se pode ler no catálogo da Fundação Marques da Silva, este pintor "...desenvolveu uma linguagem própria, de interpretação naturalista, caracterizando-se pela abordagem melancólica e recolhida da paisagem, trabalhando os ambientes da luz crepuscular, construindo imagens de carácter intimista, reflexo de uma grande sensibilidade...". Exemplo de uma pintura onde esta expressão visual do autor se apresenta de forma clara é a obra "Núvens da Tarde", anterior a 1924.

Este autor encontra-se representado em museus e coleções principalmente em Portugal, entre estes, no Museu de José Malhoa, Museu da Guarda, Museu Nacional de Arte Contemporânea do Chiado, Museu Nacional de Soares dos Reis e Museu Nacional Grão Vasco.